# Phoebe Hearst

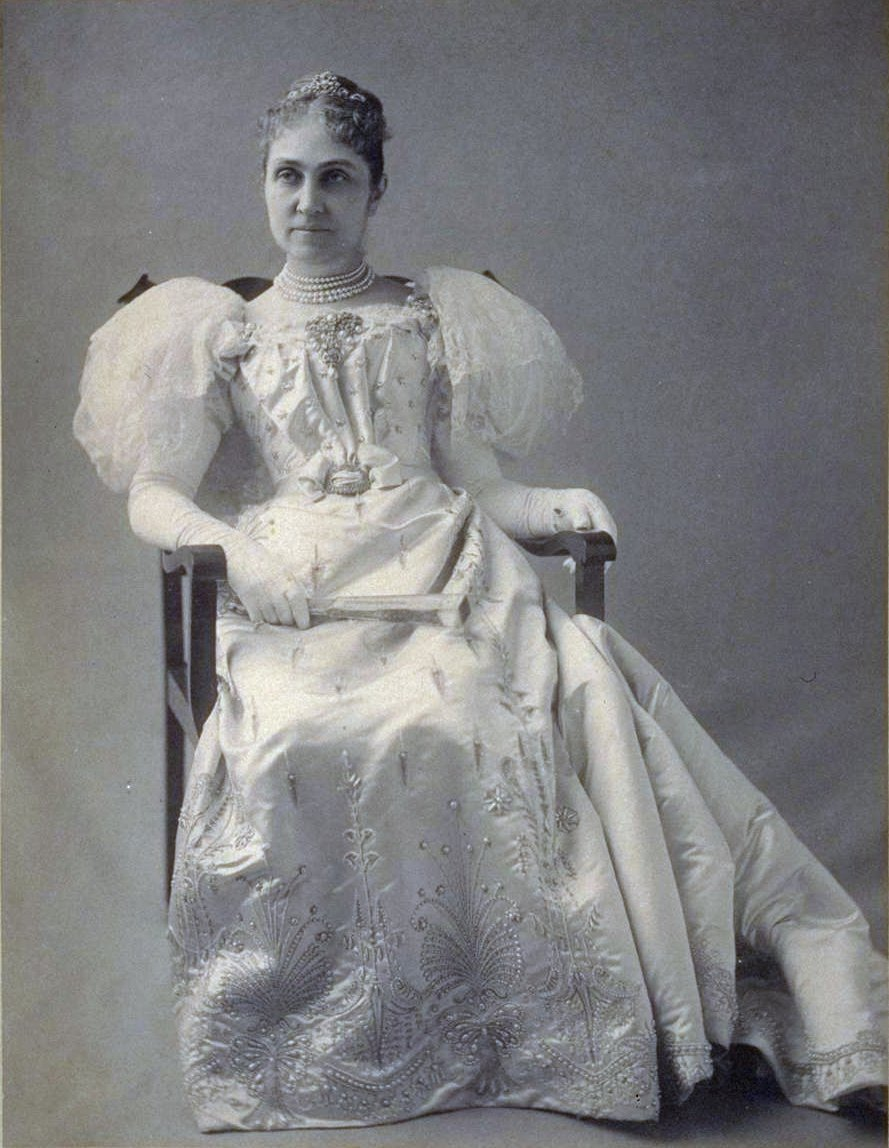
Phoebe Apperson Hearst.

Phoebe Elizabeth Apperson Hearst (Franklin County, 3 december 1842 – Pleasanton, 13 april 1919) was een Amerikaans filantrope en suffragette. Ze was de echtgenote van zakenman en senator George Hearst en de moeder van krantenmagnaat William Randolph Hearst. Ze doneerde aan verschillende goede doelen en was instrumenteel in het tot stand komen van de antropologische collectie van de Universiteit van Californië - Berkeley. Ze was van 1897 tot 1919 de eerste vrouwelijke regent van de universiteit. Ze bekeerde zich in 1898 tot bahai en speelde een belangrijke rol in de verspreiding ervan in de Verenigde Staten.